# エルカン・バゴット
エルカン・ウィリアム・ティオ・バゴット（Elkan William Tio Baggott、2002年10月23日 - ）は、タイ王国出身のサッカー選手。インドネシア代表。ポジションはDF。

## 経歴
ジャカルタのサッカースクールでサッカーを始めたが、2011年にイングランドに移った。
2016年にイプスウィッチ・タウンFCの下部組織に加入し、2019年に2年のスカラーシップ契約を締結した。2020年10月6日にEFLトロフィーで選手初出場を記録した。2021年1月28日に2年半+1年のプロ契約を締結した。
同年3月22日にシーズン終了迄の契約でナショナルリーグ所属のキングズ・リン・タウンFCに期限付き移籍した。翌日の試合でフル出場し移籍後初出場となった。
2021年夏にイプスウィッチ・タウンに復帰するものの出番はなかなか訪れず、2022年4月16日にフットボールリーグ1の試合に出場してインドネシア人選手としては史上初めてイングランドプロリーグで出場した選手となった。同年6月に新たに3年契約を締結した。
同年7月8日にフットボールリーグ2所属のジリンガムFCに1シーズンの期限付き移籍となった。同月30日の試合で移籍後初出場を記録した。10月15日の試合で得点を記録したことによって、インドネシア人として初めてイングランドプロリーグで得点した人物となった。
2023年1月にジリンガムへの期限付き移籍が打ち切られ、フットボールリーグ1所属のチェルトナム・タウンFCに半年の期限付き移籍をした。
同年夏にイプスウィッチ・タウンに再復帰し、11月1日にEFLカップで得点を記録、同大会史上初のインドネシア人得点者となった。

## 代表歴
一貫してインドネシア代表として出場している。
年代別代表では2020年10月11日に行われた北マケドニア代表との親善試合でU-19代表として初出場を記録した。
2021年5月にA代表から初招集をされたが、新型コロナウイルス感染症の世界的流行の影響で辞退した。その後も同じ理由での辞退を繰り返したため、インドネシアサッカー協会会長のモハマド・イリアワンは、彼はインドネシア代表でプレーすることを拒否したと述べた。これに対して彼はCOVID-19の蔓延状況が悪いから辞退していたのであって、次回は必ず応じると述べ、数日後に代表の招集を受けた。同年11月16日に行われたアフガニスタン代表との親善試合に先発出場し代表初出場となったが、68分に頭部の負傷によってヴィクター・イグボネフォに交代となった。同年12月19日に行われた2020 AFFスズキカップのマレーシア代表戦で代表初得点を記録した。その後2022 AFF三菱電機カップの際にも代表に招集されたが、所属するジリンガムがリーグ最下位で且つ、時期が英国で一番試合の多い年末年始であったために辞退した。
2023年8月29日に、U-23代表から初招集を受け、9月9日のAFC U23アジアカップ2024予選・台湾代表戦で同年代初出場を記録した。
同年12月にAFCアジアカップ2023のメンバーに選出された。

## 私生活
父がイングランド人で、母が中国系インドネシア人である。